# Yodsak Chaowana
Yodsak Chaowana (thailändisch ยศศักดิ์ เชาวนะ; * 20. April 1996 in Bangkok) ist ein thailändischer Fußballspieler.

## Karriere
Yodsak Chaowana spielte bis 2016 in der damaligen dritten Liga, der Regional League Division 2, bei MOF Customs United FC in Bangkok. 2017 wechselte er zu ebenfalls in Bangkok beheimateten Zweitligisten Air Force Central. Am Ende der Saison wurde er mit Air Force Vizemeister und stieg somit in die erste Liga auf. Für die Air Force absolvierte er 2018 32 Erstligaspiele. Nach nur einer Saison musste der Club Ende 2018 wieder den Weg in die Zweitklassigkeit antreten. 2019 nahm ihn der Erstligist Ratchaburi Mitr Phol aus Ratchaburi unter Vertrag. Hier kam er dreimal in der ersten Liga zum Einsatz. Außerdem kam er in der U23-Mannschaft, die in der Thai League 4, in der Western Region, spielte, zum Einsatz. Hier erzielte er fünf Tore. Anfang 2020 unterschrieb er einen Vertrag beim Erstligaaufsteiger Police Tero FC. Am Ende der Saison 2023/24 belegte er mit Police Tero den 15. Tabellenplatz und musste somit in die zweite Liga absteigen. Nach 65 Ligaspielen wurde sein Vertrag nach dem Abstieg im Sommer 2024 nicht verlängert. Ende Juli 2024 unterschrieb er einen Vertrag beim Bangkoker Zweitligisten Kasetsart FC.

## Erfolge
Air Force Central
- Thailändischer Zweitligavizemeister: 2017  ▲